# 張問明 (萬曆進士)
張問明（16世紀—1617年），字公遠，號誠菴、元帡，山東青州府壽光縣人，明朝政治人物。

## 生平
早年出身縣學生，以《詩經》中萬曆十九年（1591年）山東鄉試舉人第四十八名，二十九年（1610年）會試中式第二百三十五名，成二甲進士，獲授戶部主事，督餉遼東，羨餘都給予士兵，三十一年湖廣監兑，三十四年升员外郎、郎中，管通州粮儲，在湖廣視察大壩時對待權貴堅持公正，又捐出俸祿修葺倒塌的通州城池。
萬曆三十七年（1609年），張問明自戶部郎中陞為陝西按察司副使，四十年升本省右參政、分守商洛，平定回族叛亂有功，四十三年升本省按察使，四十四年升四川右布政使，四十五年在任內去世。

## 家族
曾祖張代，祖父張璨，父張大受，母李氏。

## 引用
1. 1 2  民國《壽光縣志·卷十二·人物志》：張問明，字公遠，萬曆辛丑進士，授戶部主事，督餉遼左，盡以奇羨畀卒伍，監兌湖廣，視事大壩，其政務與中貴相涉者悉持正不阿；又視事通州，剔弊釐奸，會州城圯，捐俸葺之。陞陝西副使，轉參政商洛，平𤞑匪有功，累官至四川右布政使，卒於任所。
2. ↑  民國《壽光縣志·卷七·選舉志》：萬曆……十九年辛卯（舉人） ……張問明 見進士
3. ↑  《萬曆二十九年辛丑科進士登科錄》：張問明 貫山東青州府壽光縣軍籍，縣學生，治《詩經》，字公遠，行一，年□十一，二月初七日生。曾祖代，祖璨，父大受，母李氏，繼母趙氏，永感下，弟問行、問達，娶胡氏。山東鄉試第四十八名，會試第二百三十五名。
4. ↑  《明神宗顯皇帝實錄·卷四百六十一》：（萬曆三十七年八月庚戌）陞戶部郎中張問明為陝西右參政……
5. ↑  《萬曆二十九年辛丑科進士履歷》：张问明，誠菴，诗一房，壬戌四月三十日生。寿光人，辛卯四十八名，会二百三十五名，三甲四名。户部政，授户部主事，癸卯湖廣监兑，戊午升员外，升郎中，通州粮储，己酉升陕西付使，壬子升本省右参政，乙卯升本省按察使，丙辰升四川右布政，丁巳卒。